# Martín Darré
Martín Vicente Darré (Belgrano, Buenos Aires, 26 de mayo de 1916 - 12 de noviembre de 1991) fue un pianista, bandoneonista, arreglista, compositor y director. Se destacó en el tango al embellecer lo que distintos autores habían compuesto, incluso adaptando obras para intérpretes de fama mundial.
Integró las orquestas de Francisco Lomuto y Mariano Mores. En ese periodo hizo los arreglos de «Taquito militar» y «Frente al mar».

## Biografía
Desde muy joven, teniendo 17 años, formó parte de los bandoneones de la popular orquesta de Francisco Lomuto. 
Sin contar con maestro alguno, estudió orquestación, se juntó con Julio Rosemberg, el organista belga Julio Perceval y el pianista Sebastián Lombardo, formando así el primer grupo de músicos que llevaron el tango a los atriles.
Formó la Orquesta Gigante de Radio El Mundo, a la que se fusionaron directores y ejecutantes de los conjuntos de Fresedo, Lomuto, De Caro, Donato, Juan Canaro y Tanturi. Entre los años 1940 y 1950 los grandes vocalistas, cantaban en vivo en la radio LR1 Radio El Mundo, el presentador, de turno anunciaba: «...con el acompañamiento y arreglos del maestro Martín Darré», con ello se lo toma como el pionero de los arreglistas musicales.
A principios de la década de 1960 con su propia orquesta y con la voz de la cantante Susy Leiva, graba un disco de larga duración incluyendo una versión de «Sombras nada más», con gran éxito. 
Formó parte de la Banda Sinfónica de la Ciudad de Buenos Aires, con ella transcribió numerosos tangos al formato orquestal. También incursionó en otros géneros, elaboró Mosaico popular norteamericano, selección que reúne piezas de compositores como Gershwin y Henry Mancini, y adaptó obras del repertorio de Chabuca Granda y Frank Sinatra. 
De igual forma, dirigió el grupo «Héctor y su Jazz» y compuso la Marcha del Mundial de Fútbol Argentina ’78. Falleció el 12 de noviembre de 1991.